# هيرمان فيشر
هيرمان فيشر (بالإنجليزية: Herman Fisher)‏ هو شخصية أعمال أمريكي، ولد في 2 نوفمبر 1898 في أونيونفيل سنتر مقاطعة في الولايات المتحدة، وتوفي في 26 سبتمبر 1975 في بوفالو في الولايات المتحدة.

## وصلات خارجية
- هيرمان فيشر على موقع إن إن دي بي (الإنجليزية)